# Liste des monuments historiques de Ruiselede
Cette page regroupe l'ensemble des monuments classés de la ville belge de Ruiselede.
| Objet                                                                                                   | Statut du classement? | Année de construction/architecte | Section communale | Adresse                | Coordonnées                      | Numéro d'inventaire | Illustration                                                  |
| --- | --------------------- | -------------------------------- | ----------------- | ---------------------- | -------------------------------- | ------------------- | ------------------------------------------------------------- |
| (nl) Onze-Lieve-Vrouwkapel                                                                              |                       |                                  |                   | Galgenstraat           | 51° 02′ 25″ nord, 3° 20′ 50″ est | 87196               | Téléverser                                                    |
| (nl) Voormalige herberg De Reisduif                                                                     |                       |                                  | Ruiselede         | Aalterstraat 1         | 51° 02′ 32″ nord, 3° 23′ 51″ est | 90374               | Téléverser                                                    |
| (nl) Pastorie bij de Onze-Lieve-Vrouwekerk                                                              | Oui                   |                                  | Ruiselede         | Aalterstraat 2         | 51° 02′ 32″ nord, 3° 23′ 53″ est | 90375               | Téléverser                                                    |
| (nl) Samenstel van meerdere gebouwen in U-vorm                                                          | Oui                   |                                  | Ruiselede         | Aalterstraat 4         | 51° 02′ 32″ nord, 3° 23′ 54″ est | 90376               | Téléverser                                                    |
| (nl) Herenhuis                                                                                          | Oui                   |                                  | Ruiselede         | Aalterstraat 5         | 51° 02′ 33″ nord, 3° 23′ 52″ est | 90377               | Téléverser                                                    |
| (nl) Hoekhuis met de Nieuwstraat                                                                        |                       |                                  | Ruiselede         | Aalterstraat 6         | 51° 02′ 33″ nord, 3° 23′ 56″ est | 90378               | Téléverser                                                    |
| (nl) Herenhuis                                                                                          | Oui                   |                                  | Ruiselede         | Aalterstraat 7         | 51° 02′ 35″ nord, 3° 23′ 52″ est | 90379               | Téléverser                                                    |
| (nl) Rijhuis                                                                                            |                       |                                  | Ruiselede         | Aalterstraat 8         | 51° 02′ 33″ nord, 3° 23′ 56″ est | 90380               | Téléverser                                                    |
| (nl) Parochiaal centrum DEN TAP                                                                         |                       |                                  | Ruiselede         | Aalterstraat 10        | 51° 02′ 33″ nord, 3° 23′ 57″ est | 90381               | Téléverser                                                    |
| (nl) Voormalige Rijkswachtkazerne, eenheidsbebouwing van vijf huizen                                    |                       |                                  | Ruiselede         | Aalterstraat 11        | 51° 02′ 34″ nord, 3° 23′ 55″ est | 90382               | Téléverser                                                    |
| (nl) Voormalige Rijkswachtkazerne, eenheidsbebouwing van vijf huizen                                    |                       |                                  | Ruiselede         | Aalterstraat 13        | 51° 02′ 34″ nord, 3° 23′ 55″ est | 90382               | Téléverser                                                    |
| (nl) Voormalige Rijkswachtkazerne, eenheidsbebouwing van vijf huizen                                    |                       |                                  | Ruiselede         | Aalterstraat 15        | 51° 02′ 34″ nord, 3° 23′ 55″ est | 90382               | Téléverser                                                    |
| (nl) Voormalige Rijkswachtkazerne, eenheidsbebouwing van vijf huizen                                    |                       |                                  | Ruiselede         | Aalterstraat 17        | 51° 02′ 34″ nord, 3° 23′ 55″ est | 90382               | Téléverser                                                    |
| (nl) Voormalige Rijkswachtkazerne, eenheidsbebouwing van vijf huizen                                    |                       |                                  | Ruiselede         | Aalterstraat 19        | 51° 02′ 34″ nord, 3° 23′ 55″ est | 90382               | Téléverser                                                    |
| (nl) Hoekpand met de Poortefrankstraat                                                                  |                       |                                  | Ruiselede         | Aalterstraat 12        | 51° 02′ 34″ nord, 3° 23′ 58″ est | 90383               | Téléverser                                                    |
| (nl) Rijwoning met garage, uit de jaren 1930                                                            |                       |                                  | Ruiselede         | Aalterstraat 22        | 51° 02′ 34″ nord, 3° 24′ 01″ est | 90384               | Téléverser                                                    |
| (nl) Laag hoekhuis met de Veldstraat                                                                    |                       |                                  | Ruiselede         | Aalterstraat 23        | 51° 02′ 35″ nord, 3° 23′ 57″ est | 90385               | Téléverser                                                    |
| (nl) Laag hoekhuis met de Veldstraat                                                                    |                       |                                  | Ruiselede         | Aalterstraat 25        | 51° 02′ 35″ nord, 3° 23′ 57″ est | 90385               | Téléverser                                                    |
| (nl) Cottage gelegen in een ruime, beboomde tuin                                                        |                       |                                  | Ruiselede         | Aalterstraat 34        | 51° 02′ 36″ nord, 3° 24′ 06″ est | 90386               | Téléverser                                                    |
| (nl) Vrijstaande koppelwoning                                                                           |                       |                                  | Ruiselede         | Aalterstraat 36        | 51° 02′ 36″ nord, 3° 24′ 07″ est | 90387               | Téléverser                                                    |
| (nl) Vrijstaande koppelwoning                                                                           |                       |                                  | Ruiselede         | Aalterstraat 38        | 51° 02′ 36″ nord, 3° 24′ 07″ est | 90387               | Téléverser                                                    |
| (nl) Veldkapel Onze-Lieve-Vrouw van de Vrede of Vredeskapel, tevens oorlogsmonument                     |                       |                                  | Ruiselede         | Aalterstraat           | 51° 02′ 39″ nord, 3° 24′ 08″ est | 90388               | Téléverser                                                    |
| (nl) Vrijstaande woning                                                                                 |                       |                                  | Ruiselede         | Aalterstraat 61        | 51° 02′ 40″ nord, 3° 24′ 09″ est | 90389               | Téléverser                                                    |
| (nl) Boerenarbeiderswoning met schuur                                                                   |                       |                                  | Ruiselede         | Aalterstraat 72        | 51° 02′ 47″ nord, 3° 24′ 22″ est | 90390               | Téléverser                                                    |
| (nl) Laag woonhuis met aanleunend bijgebouw                                                             |                       |                                  | Ruiselede         | Aalterstraat 83        | 51° 02′ 49″ nord, 3° 24′ 22″ est | 90391               | Téléverser                                                    |
| (nl) Vrijstaande boerenarbeiderswoning                                                                  |                       |                                  | Ruiselede         | Aalterstraat 100       | 51° 03′ 08″ nord, 3° 24′ 49″ est | 90392               | Téléverser                                                    |
| (nl) Axpoelekruis, houten veldkruis tegenover de Oudleikestraat                                         |                       |                                  | Ruiselede         | Aaltervoetweg          | 51° 03′ 31″ nord, 3° 24′ 47″ est | 90393               | Téléverser                                                    |
| (nl) Het Waterkot nu WATERHOF                                                                           |                       |                                  | Ruiselede         | Aaltervoetweg 6        | 51° 03′ 31″ nord, 3° 24′ 48″ est | 90394               | Téléverser                                                    |
| (nl) Historische hoeve, Goed te Axpoele                                                                 |                       |                                  | Ruiselede         | Aaltervoetweg 7        | 51° 03′ 29″ nord, 3° 24′ 43″ est | 90395               | Téléverser                                                    |
| (nl) Het Klein Waterkot, voormalige herberg                                                             |                       |                                  | Ruiselede         | Aaltervoetweg 8        | 51° 03′ 34″ nord, 3° 24′ 49″ est | 90396               | Téléverser                                                    |
| (nl) Hoeve De Eendekooi                                                                                 |                       |                                  | Ruiselede         | Aaltervoetweg 9        | 51° 03′ 50″ nord, 3° 24′ 48″ est | 90397               | Téléverser                                                    |
| (nl) Vrijstaande, lage woning met aansluitend landgebouw                                                |                       |                                  | Ruiselede         | Abeelstraat 2          | 51° 02′ 59″ nord, 3° 22′ 48″ est | 90398               | Téléverser                                                    |
| (nl) Hoeve met losse bestanddelen                                                                       |                       |                                  | Ruiselede         | Abeelstraat 18         | 51° 02′ 40″ nord, 3° 22′ 06″ est | 90399               | Téléverser                                                    |
| (nl) Pijlerkapel gewijd aan Maria bij de Abeelhoeve                                                     |                       |                                  | Ruiselede         | Abeelstraat 23         | 51° 02′ 39″ nord, 3° 22′ 18″ est | 90400               | Téléverser                                                    |
| (nl) Boerenarbeiderswoning                                                                              |                       |                                  | Ruiselede         | Abeelstraat 31         | 51° 02′ 38″ nord, 3° 22′ 10″ est | 90401               | Téléverser                                                    |
| (nl) Hoeve met losse bestanddelen                                                                       |                       |                                  | Ruiselede         | Abeelstraat 33         | 51° 02′ 34″ nord, 3° 21′ 55″ est | 90402               | Téléverser                                                    |
| (nl) Historische hoeve Groot Goed ter Vlaagt                                                            |                       |                                  | Ruiselede         | Abeelstraat 37         | 51° 02′ 15″ nord, 3° 21′ 50″ est | 90403               | Téléverser                                                    |
| (nl) Tempelierskapel of Vlaagtkapel horend bij de hoeve Groot Goed ter Vlaagt (cf. nr. 37)              | Oui                   |                                  | Ruiselede         | Abeelstraat            |                                  | 90404               | Téléverser                                                    |
| (nl) Lannoo's kapel                                                                                     |                       |                                  | Ruiselede         | Abeelstraat            | 51° 02′ 17″ nord, 3° 21′ 10″ est | 90405               | Téléverser                                                    |
| (nl) Lage arbeiderswoningen                                                                             | Oui                   |                                  | Ruiselede         | A. Rodenbachstraat 1   | 51° 02′ 30″ nord, 3° 23′ 54″ est | 90406               | Téléverser                                                    |
| (nl) Lage arbeiderswoningen                                                                             | Oui                   |                                  | Ruiselede         | A. Rodenbachstraat 3   | 51° 02′ 30″ nord, 3° 23′ 54″ est | 90406               | Téléverser                                                    |
| (nl) Herenwoning, griffierswoning op de hoek met de Markt                                               | Oui                   |                                  | Ruiselede         | A. Rodenbachstraat 2   | 51° 02′ 29″ nord, 3° 23′ 55″ est | 90407               | Téléverser                                                    |
| (nl) Herenhuis                                                                                          | Oui                   |                                  | Ruiselede         | A. Rodenbachstraat 5   | 51° 02′ 31″ nord, 3° 23′ 54″ est | 90408               | Téléverser                                                    |
| (nl) Lage dorpswoning                                                                                   | Oui                   |                                  | Ruiselede         | A. Rodenbachstraat 7   | 51° 02′ 31″ nord, 3° 23′ 55″ est | 90409               | Téléverser                                                    |
| (nl) Voormalige winkelhuizen op de hoek met de Verlovestraat                                            |                       |                                  | Ruiselede         | A. Rodenbachstraat 10  | 51° 02′ 30″ nord, 3° 23′ 58″ est | 90410               | Téléverser                                                    |
| (nl) Voormalige winkelhuizen op de hoek met de Verlovestraat                                            |                       |                                  | Ruiselede         | A. Rodenbachstraat 6   | 51° 02′ 30″ nord, 3° 23′ 58″ est | 90410               | Téléverser                                                    |
| (nl) Voormalige winkelhuizen op de hoek met de Verlovestraat                                            |                       |                                  | Ruiselede         | A. Rodenbachstraat 8   | 51° 02′ 30″ nord, 3° 23′ 58″ est | 90410               | Téléverser                                                    |
| (nl) Koppelwoning op de hoek met de Verlovestraat                                                       |                       |                                  | Ruiselede         | A. Rodenbachstraat 12  | 51° 02′ 30″ nord, 3° 23′ 59″ est | 90411               | Téléverser                                                    |
| (nl) Koppelwoning op de hoek met de Verlovestraat                                                       |                       |                                  | Ruiselede         | A. Rodenbachstraat 14  | 51° 02′ 30″ nord, 3° 23′ 59″ est | 90411               | Téléverser                                                    |
| (nl) Halfvrijstaand herenhuis                                                                           |                       |                                  | Ruiselede         | A. Rodenbachstraat 13  | 51° 02′ 32″ nord, 3° 23′ 58″ est | 90412               | Téléverser                                                    |
| (nl) Hoeve met losstaande bestanddelen                                                                  |                       |                                  | Ruiselede         | Axpoelmolenstraat 1    | 51° 03′ 19″ nord, 3° 24′ 31″ est | 90413               | Téléverser                                                    |
| (nl) Boerenarbeiderswoning                                                                              |                       |                                  | Ruiselede         | Bosdreef 1             | 51° 05′ 01″ nord, 3° 21′ 56″ est | 90414               | Téléverser                                                    |
| (nl) Hoeve met losse bestanddelen                                                                       |                       |                                  | Ruiselede         | Brandstraat 2          | 51° 03′ 49″ nord, 3° 21′ 32″ est | 90415               | Téléverser                                                    |
| (nl) 'T WATERHUISJE                                                                                     |                       |                                  | Ruiselede         | Brandstraat 3          | 51° 03′ 45″ nord, 3° 21′ 27″ est | 90416               | Téléverser                                                    |
| (nl) Achterin gelegen boerenarbeiderswoning                                                             |                       |                                  | Ruiselede         | Brandstraat 5          | 51° 03′ 48″ nord, 3° 21′ 24″ est | 90417               | Téléverser                                                    |
| (nl) Herberg De Vlaamse Leeuw of De Zwarte Leeuw                                                        |                       |                                  | Ruiselede         | Brandstraat 6          | 51° 03′ 54″ nord, 3° 21′ 32″ est | 90418               | Téléverser                                                    |
| (nl) Koppelwoning                                                                                       |                       |                                  | Ruiselede         | Brandstraat 7          | 51° 03′ 50″ nord, 3° 21′ 26″ est | 90419               | Téléverser                                                    |
| (nl) Koppelwoning                                                                                       |                       |                                  | Ruiselede         | Brandstraat 9          | 51° 03′ 50″ nord, 3° 21′ 26″ est | 90419               | Téléverser                                                    |
| (nl) Hoevetje                                                                                           |                       |                                  | Ruiselede         | Brandstraat 8          | 51° 04′ 03″ nord, 3° 21′ 31″ est | 90420               | Téléverser                                                    |
| (nl) Alleenstaand, laag huis met enkele landgebouwen                                                    |                       |                                  | Ruiselede         | Brandstraat 12         | 51° 04′ 08″ nord, 3° 21′ 30″ est | 90421               | Téléverser                                                    |
| (nl) Boerenarbeiderswoning                                                                              |                       |                                  | Ruiselede         | Brandstraat 13         | 51° 03′ 54″ nord, 3° 21′ 28″ est | 90422               | Téléverser                                                    |
| (nl) Pachthoeve                                                                                         |                       |                                  | Ruiselede         | Brandstraat 16         | 51° 04′ 10″ nord, 3° 21′ 28″ est | 90423               | Téléverser                                                    |
| (nl) Voormalige kosterswoning op de hoek met de Oude Veldstraat                                         |                       |                                  | Ruiselede         | Brandstraat 17         | 51° 04′ 03″ nord, 3° 21′ 27″ est | 90424               | Téléverser                                                    |
| (nl) Lourdeskapel, veldkapel op de hoek met de Oude Veldstraat gewijd aan Onze-Lieve-Vrouw van Lourdes  |                       |                                  | Ruiselede         | Brandstraat            |                                  | 90425               | Téléverser                                                    |
| (nl) Alleenstaande, lage woning                                                                         |                       |                                  | Ruiselede         | Brandstraat 19         | 51° 04′ 05″ nord, 3° 21′ 27″ est | 90426               | Téléverser                                                    |
| (nl) Pastorie bij de parochiekerk Carolus Borromeus                                                     |                       |                                  | Ruiselede         | Brandstraat 22         | 51° 04′ 13″ nord, 3° 21′ 26″ est | 90427               | (nl) Pastorie bij de parochiekerk Carolus Borromeus           |
| (nl) Parochiekerk en kerkhof, toegewijd aan Carolus Borromeus                                           | Oui                   |                                  | Ruiselede         | Brandstraat            | 51° 04′ 14″ nord, 3° 21′ 25″ est | 90428               | (nl) Parochiekerk en kerkhof, toegewijd aan Carolus Borromeus |
| (nl) Basisschool DE LINDE met voormalig klooster en ouderlingengesticht                                 |                       |                                  | Ruiselede         | Brandstraat 24         | 51° 04′ 15″ nord, 3° 21′ 25″ est | 90429               | Téléverser                                                    |
| (nl) Basisschool DE LINDE met voormalig klooster en ouderlingengesticht                                 |                       |                                  | Ruiselede         | Brandstraat 26         | 51° 04′ 15″ nord, 3° 21′ 25″ est | 90429               | Téléverser                                                    |
| (nl) Twee gelijkaardige rijwoningen in spiegelbeeld                                                     |                       |                                  | Ruiselede         | Brandstraat 36         | 51° 04′ 16″ nord, 3° 21′ 23″ est | 90430               | Téléverser                                                    |
| (nl) Twee gelijkaardige rijwoningen in spiegelbeeld                                                     |                       |                                  | Ruiselede         | Brandstraat 38         | 51° 04′ 16″ nord, 3° 21′ 23″ est | 90430               | Téléverser                                                    |
| (nl) Vrijstaande woning                                                                                 |                       |                                  | Ruiselede         | Brandstraat 37         | 51° 04′ 10″ nord, 3° 21′ 23″ est | 90431               | Téléverser                                                    |
| (nl) Halfvrijstaande, lage woning en voormalige smidse                                                  |                       |                                  | Ruiselede         | Brandstraat 43         | 51° 04′ 11″ nord, 3° 21′ 23″ est | 90432               | Téléverser                                                    |
| (nl) Eenheid van twee gelijkaardige woningen                                                            |                       |                                  | Ruiselede         | Brandstraat 45         | 51° 04′ 11″ nord, 3° 21′ 22″ est | 90433               | Téléverser                                                    |
| (nl) Eenheid van twee gelijkaardige woningen                                                            |                       |                                  | Ruiselede         | Brandstraat 47         | 51° 04′ 11″ nord, 3° 21′ 22″ est | 90433               | Téléverser                                                    |
| (nl) Lage, halfvrijstaande woning                                                                       |                       |                                  | Ruiselede         | Brandstraat 46         | 51° 04′ 18″ nord, 3° 21′ 23″ est | 90434               | Téléverser                                                    |
| (nl) Lage, halfvrijstaande woning                                                                       |                       |                                  | Ruiselede         | Brandstraat 50         | 51° 04′ 19″ nord, 3° 21′ 22″ est | 90435               | Téléverser                                                    |
| (nl) Halfvrijstaand enkelhuis                                                                           |                       |                                  | Ruiselede         | Brandstraat 55         | 51° 04′ 13″ nord, 3° 21′ 22″ est | 90436               | Téléverser                                                    |
| (nl) Drie panden                                                                                        |                       |                                  | Ruiselede         | Brandstraat 57         | 51° 04′ 13″ nord, 3° 21′ 21″ est | 90437               | Téléverser                                                    |
| (nl) Drie panden                                                                                        |                       |                                  | Ruiselede         | Brandstraat 59         | 51° 04′ 13″ nord, 3° 21′ 21″ est | 90437               | Téléverser                                                    |
| (nl) Drie panden                                                                                        |                       |                                  | Ruiselede         | Brandstraat 61         | 51° 04′ 13″ nord, 3° 21′ 21″ est | 90437               | Téléverser                                                    |
| (nl) Lage koppelwoning met nr. 60                                                                       |                       |                                  | Ruiselede         | Brandstraat 58         | 51° 04′ 21″ nord, 3° 21′ 19″ est | 90438               | Téléverser                                                    |
| (nl) Lage koppelwoning met nr. 60                                                                       |                       |                                  | Ruiselede         | Brandstraat 60         | 51° 04′ 21″ nord, 3° 21′ 19″ est | 90438               | Téléverser                                                    |
| (nl) Voormalige herberg met slagerswinkel Den Hert                                                      |                       |                                  | Ruiselede         | Brandstraat 71         | 51° 04′ 15″ nord, 3° 21′ 21″ est | 90439               | Téléverser                                                    |
| (nl) Onderwijzerswoning                                                                                 |                       |                                  | Ruiselede         | Brandstraat 81         | 51° 04′ 16″ nord, 3° 21′ 19″ est | 90440               | Téléverser                                                    |
| (nl) Kasteel De Roo of Kasteel Coffyn                                                                   | Oui                   |                                  | Ruiselede         | Brandstraat 91         | 51° 04′ 21″ nord, 3° 21′ 12″ est | 90441               | Téléverser                                                    |
| (nl) Kasteel De Roo of Kasteel Coffyn                                                                   | Oui                   |                                  | Ruiselede         | Brandstraat 93         | 51° 04′ 21″ nord, 3° 21′ 12″ est | 90441               | Téléverser                                                    |
| (nl) Vrijstaande woning gelegen in een ruime tuin                                                       |                       |                                  | Ruiselede         | Brandstraat 95         | 51° 04′ 23″ nord, 3° 21′ 15″ est | 90442               | Téléverser                                                    |
| (nl) Achterin gelegen hoevetje met losse bestanddelen                                                   |                       |                                  | Ruiselede         | Bruggesteenweg 7       | 51° 02′ 57″ nord, 3° 23′ 03″ est | 90443               | Téléverser                                                    |
| (nl) Voormalige herberg 't Koopmanswelvaren                                                             |                       |                                  | Ruiselede         | Bruggesteenweg 25      | 51° 03′ 16″ nord, 3° 22′ 42″ est | 90444               | Téléverser                                                    |
| (nl) Boerenarbeiderswoning                                                                              |                       |                                  | Ruiselede         | Bruggesteenweg 47      | 51° 03′ 41″ nord, 3° 22′ 30″ est | 90445               | Téléverser                                                    |
| (nl) Voormalige herberg 't Wulveke                                                                      |                       |                                  | Ruiselede         | Bruggesteenweg 49      | 51° 03′ 51″ nord, 3° 22′ 20″ est | 90446               | Téléverser                                                    |
| (nl) Voormalige herberg 't Wulveke                                                                      |                       |                                  | Ruiselede         | Bruggesteenweg 51      | 51° 03′ 51″ nord, 3° 22′ 20″ est | 90446               | Téléverser                                                    |
| (nl) Dieper gelegen tweewoonst                                                                          |                       |                                  | Ruiselede         | Bruggesteenweg 58      | 51° 03′ 33″ nord, 3° 22′ 37″ est | 90447               | Téléverser                                                    |
| (nl) Dieper gelegen tweewoonst                                                                          |                       |                                  | Ruiselede         | Bruggesteenweg 60      | 51° 03′ 33″ nord, 3° 22′ 37″ est | 90447               | Téléverser                                                    |
| (nl) Hoeve met losse bestanddelen                                                                       |                       |                                  | Ruiselede         | Bruggesteenweg 61      | 51° 03′ 58″ nord, 3° 22′ 08″ est | 90448               | Téléverser                                                    |
| (nl) Achterin gelegen hoeve vlakbij en ten noorden van de Klaphullebeek                                 |                       |                                  | Ruiselede         | Bruggesteenweg 62      | 51° 03′ 31″ nord, 3° 22′ 42″ est | 90449               | Téléverser                                                    |
| (nl) Hoeve met losse bestanddelen                                                                       |                       |                                  | Ruiselede         | Bruggesteenweg 63      | 51° 04′ 03″ nord, 3° 22′ 01″ est | 90450               | Téléverser                                                    |
| (nl) Boerenarbeiderswoning heden BOSDREEF                                                               |                       |                                  | Ruiselede         | Bruggesteenweg 65      | 51° 04′ 11″ nord, 3° 21′ 59″ est | 90451               | Téléverser                                                    |
| (nl) Voormalige herberg DE KROMMEKEER                                                                   |                       |                                  | Ruiselede         | Bruggesteenweg 67      | 51° 04′ 17″ nord, 3° 21′ 56″ est | 90452               | Téléverser                                                    |
| (nl) Hoeve met losse bestanddelen                                                                       |                       |                                  | Ruiselede         | Bruggesteenweg 68      | 51° 03′ 40″ nord, 3° 22′ 36″ est | 90453               | Téléverser                                                    |
| (nl) Boswachtershuis gelegen in de Gallatasbossen                                                       |                       |                                  | Ruiselede         | Bruggesteenweg 71      | 51° 04′ 22″ nord, 3° 21′ 42″ est | 90454               | Téléverser                                                    |
| (nl) Twee woningen als één geheel gelegen in de Gallatasbossen                                          |                       |                                  | Ruiselede         | Bruggesteenweg 73      | 51° 04′ 21″ nord, 3° 21′ 40″ est | 90455               | Téléverser                                                    |
| (nl) Hoeve met losse bestanddelen                                                                       |                       |                                  | Ruiselede         | Bruggesteenweg 77      | 51° 04′ 31″ nord, 3° 21′ 27″ est | 90456               | Téléverser                                                    |
| (nl) Dieper gelegen landhuis Reedpool                                                                   |                       |                                  | Ruiselede         | Bruggesteenweg 82      | 51° 04′ 41″ nord, 3° 21′ 42″ est | 90457               | Téléverser                                                    |
| (nl) Brasserie op de hoek met de Predikherenstraat                                                      |                       |                                  | Ruiselede         | Bruggesteenweg 105     | 51° 04′ 50″ nord, 3° 20′ 56″ est | 90458               | Téléverser                                                    |
| (nl) Koppelwoning op de hoek met de Maria-Aalterstraat                                                  |                       |                                  | Ruiselede         | Bruggesteenweg 116     | 51° 04′ 52″ nord, 3° 20′ 58″ est | 90459               | Téléverser                                                    |
| (nl) Koppelwoning op de hoek met de Maria-Aalterstraat                                                  |                       |                                  | Ruiselede         | Bruggesteenweg 118     | 51° 04′ 52″ nord, 3° 20′ 58″ est | 90459               | Téléverser                                                    |
| (nl) Beboste en hoger gelegen begraafplaats op het Sint-Pietersveld                                     | Oui                   |                                  | Ruiselede         | Bruggesteenweg         | 51° 04′ 55″ nord, 3° 21′ 00″ est | 90460               | Téléverser                                                    |
| (nl) Alleenstaande woning gelegen in een ruime en omhaagde tuin                                         | Oui                   |                                  | Ruiselede         | Bruggesteenweg 124     | 51° 05′ 06″ nord, 3° 20′ 44″ est | 90461               | Téléverser                                                    |
| (nl) Groot complex gelegen op het Sint-Pietersveld                                                      | Oui                   |                                  | Ruiselede         | Bruggesteenweg 128     | 51° 05′ 22″ nord, 3° 20′ 25″ est | 90462               | Téléverser                                                    |
| (nl) Groot complex gelegen op het Sint-Pietersveld                                                      | Oui                   |                                  | Ruiselede         | Bruggesteenweg 130     | 51° 05′ 22″ nord, 3° 20′ 25″ est | 90462               | Téléverser                                                    |
| (nl) Groot complex gelegen op het Sint-Pietersveld                                                      | Oui                   |                                  | Ruiselede         | Bruggesteenweg 132     | 51° 05′ 22″ nord, 3° 20′ 25″ est | 90462               | Téléverser                                                    |
| (nl) Groot complex gelegen op het Sint-Pietersveld                                                      | Oui                   |                                  | Ruiselede         | Bruggesteenweg 134     | 51° 05′ 22″ nord, 3° 20′ 25″ est | 90462               | Téléverser                                                    |
| (nl) Beeldbepalend hoekhuis met de Markt, De Zwaan                                                      |                       |                                  | Ruiselede         | Bruggestraat 2         | 51° 02′ 31″ nord, 3° 23′ 47″ est | 90463               | Téléverser                                                    |
| (nl) Burgerwoning met garage daterend van 1905                                                          |                       |                                  | Ruiselede         | Bruggestraat 4         | 51° 02′ 30″ nord, 3° 23′ 46″ est | 90464               | Téléverser                                                    |
| (nl) Burgerwoning                                                                                       |                       |                                  | Ruiselede         | Bruggestraat 6         | 51° 02′ 31″ nord, 3° 23′ 46″ est | 90465               | Téléverser                                                    |
| (nl) Burgerwoning met winkel                                                                            |                       |                                  | Ruiselede         | Bruggestraat 8         | 51° 02′ 31″ nord, 3° 23′ 45″ est | 90466               | Téléverser                                                    |
| (nl) Burgerhuis van ca. 1900                                                                            |                       |                                  | Ruiselede         | Bruggestraat 9         | 51° 02′ 30″ nord, 3° 23′ 43″ est | 90467               | Téléverser                                                    |
| (nl) Voormalig winkelhuis                                                                               |                       |                                  | Ruiselede         | Bruggestraat 10        | 51° 02′ 31″ nord, 3° 23′ 45″ est | 90468               | Téléverser                                                    |
| (nl) Rijwoning met winkelhuis en garage                                                                 |                       |                                  | Ruiselede         | Bruggestraat 11        | 51° 02′ 30″ nord, 3° 23′ 44″ est | 90469               | Téléverser                                                    |
| (nl) Monumentale burgerwoning met garage en voortuin                                                    |                       |                                  | Ruiselede         | Bruggestraat 12        | 51° 02′ 32″ nord, 3° 23′ 45″ est | 90470               | Téléverser                                                    |
| (nl) Burgerwoning                                                                                       |                       |                                  | Ruiselede         | Bruggestraat 18        | 51° 02′ 32″ nord, 3° 23′ 44″ est | 90471               | Téléverser                                                    |
| (nl) Halfvrijstaande woning, voormalige herberg                                                         |                       |                                  | Ruiselede         | Brandstraat 51         | 51° 04′ 12″ nord, 3° 21′ 22″ est | 90472               | Téléverser                                                    |
| (nl) Voormalige afspanning 't Gentsche Veld                                                             |                       |                                  | Ruiselede         | Bruggesteenweg 104     | 51° 04′ 37″ nord, 3° 21′ 14″ est | 90473               | Téléverser                                                    |
| (nl) Burgerwoning                                                                                       |                       |                                  | Ruiselede         | Bruggestraat 16        | 51° 02′ 31″ nord, 3° 23′ 44″ est | 90474               | Téléverser                                                    |
| (nl) Huis op de hoek met de Eyerstraat                                                                  |                       |                                  | Ruiselede         | Bruggestraat 19        | 51° 02′ 30″ nord, 3° 23′ 43″ est | 90475               | Téléverser                                                    |
| (nl) Herenhuis en achterin gelegen gebouwen van voormalige brouwerij Den Anker                          |                       |                                  | Ruiselede         | Bruggestraat 22        | 51° 02′ 34″ nord, 3° 23′ 44″ est | 90476               | Téléverser                                                    |
| (nl) Lage dorpswoning                                                                                   |                       |                                  | Ruiselede         | Bruggestraat 23        | 51° 02′ 30″ nord, 3° 23′ 41″ est | 90477               | Téléverser                                                    |
| (nl) Burgerwoning                                                                                       |                       |                                  | Ruiselede         | Bruggestraat 24        | 51° 02′ 33″ nord, 3° 23′ 42″ est | 90478               | Téléverser                                                    |
| (nl) Lage dorpswoning                                                                                   |                       |                                  | Ruiselede         | Bruggestraat 25        | 51° 02′ 31″ nord, 3° 23′ 41″ est | 90479               | Téléverser                                                    |
| (nl) Lage dorpswoning, vroegere herberg De Harmonie                                                     |                       |                                  | Ruiselede         | Bruggestraat 27        | 51° 02′ 31″ nord, 3° 23′ 41″ est | 90480               | Téléverser                                                    |
| (nl) Herenhuis                                                                                          |                       |                                  | Ruiselede         | Bruggestraat 28        | 51° 02′ 33″ nord, 3° 23′ 41″ est | 90481               | Téléverser                                                    |
| (nl) Klooster van de zusters Onze-Lieve-Vrouw van Zeven Weeën                                           |                       |                                  | Ruiselede         | Bruggestraat 29        | 51° 02′ 30″ nord, 3° 23′ 38″ est | 90482               | Téléverser                                                    |
| (nl) Eenheid van twee lage woningen                                                                     |                       |                                  | Ruiselede         | Bruggestraat 30        | 51° 02′ 33″ nord, 3° 23′ 40″ est | 90483               | Téléverser                                                    |
| (nl) Eenheid van twee lage woningen                                                                     |                       |                                  | Ruiselede         | Bruggestraat 32        | 51° 02′ 33″ nord, 3° 23′ 40″ est | 90483               | Téléverser                                                    |
| (nl) Burgerhuis met atelier                                                                             |                       |                                  | Ruiselede         | Bruggestraat 34        | 51° 02′ 33″ nord, 3° 23′ 40″ est | 90484               | Téléverser                                                    |
| (nl) Samenstel van twee huizen                                                                          |                       |                                  | Ruiselede         | Bruggestraat 36        | 51° 02′ 34″ nord, 3° 23′ 40″ est | 90485               | Téléverser                                                    |
| (nl) Samenstel van twee huizen                                                                          |                       |                                  | Ruiselede         | Bruggestraat 38        | 51° 02′ 34″ nord, 3° 23′ 40″ est | 90485               | Téléverser                                                    |
| (nl) Achterin en dwars gelegen lage boerenarbeiderswoning toegankelijk via een smal weggetje            |                       |                                  | Ruiselede         | Bruggestraat 40        |                                  | 90486               | Téléverser                                                    |
| (nl) Samenstel van drie woningen                                                                        |                       |                                  | Ruiselede         | Bruggestraat 52        | 51° 02′ 34″ nord, 3° 23′ 36″ est | 90487               | Téléverser                                                    |
| (nl) Samenstel van drie woningen                                                                        |                       |                                  | Ruiselede         | Bruggestraat 54        | 51° 02′ 34″ nord, 3° 23′ 36″ est | 90487               | Téléverser                                                    |
| (nl) Samenstel van drie woningen                                                                        |                       |                                  | Ruiselede         | Bruggestraat 56        | 51° 02′ 34″ nord, 3° 23′ 36″ est | 90487               | Téléverser                                                    |
| (nl) Lage woning op de hoek met de Oude Tieltstraat                                                     |                       |                                  | Ruiselede         | Bruggestraat 67        | 51° 02′ 34″ nord, 3° 23′ 30″ est | 90488               | Téléverser                                                    |
| (nl) Voormalig magazijn cf. opschrift FIRMA DE WISPELAERE / VOEDERS UNICA                               |                       |                                  | Ruiselede         | Bruggestraat 75        | 51° 02′ 36″ nord, 3° 23′ 27″ est | 90489               | Téléverser                                                    |
| (nl) Samenstel van drie woningen                                                                        |                       |                                  | Ruiselede         | Bruggestraat 76        | 51° 02′ 36″ nord, 3° 23′ 31″ est | 90490               | Téléverser                                                    |
| (nl) Samenstel van drie woningen                                                                        |                       |                                  | Ruiselede         | Bruggestraat 78        | 51° 02′ 36″ nord, 3° 23′ 31″ est | 90490               | Téléverser                                                    |
| (nl) Samenstel van drie woningen                                                                        |                       |                                  | Ruiselede         | Bruggestraat 80        | 51° 02′ 36″ nord, 3° 23′ 31″ est | 90490               | Téléverser                                                    |
| (nl) Burgerwoning met garage                                                                            |                       |                                  | Ruiselede         | Bruggestraat 93        | 51° 02′ 36″ nord, 3° 23′ 21″ est | 90491               | Téléverser                                                    |
| (nl) Halfvrijstaande lage woning met inrijpoort                                                         |                       |                                  | Ruiselede         | Bruggestraat 103       | 51° 02′ 38″ nord, 3° 23′ 20″ est | 90492               | Téléverser                                                    |
| (nl) Dorpshoeve met losstaande bestanddelen                                                             |                       |                                  | Ruiselede         | Bruggestraat 111       | 51° 02′ 39″ nord, 3° 23′ 17″ est | 90493               | Téléverser                                                    |
| (nl) Hoeve Klein Kraaienbroek                                                                           |                       |                                  | Ruiselede         | Bruggestraat 158       | 51° 02′ 54″ nord, 3° 23′ 28″ est | 90494               | Téléverser                                                    |
| (nl) Boomkruis Vorte Bossen                                                                             |                       |                                  | Ruiselede         | Bruwaanstraat          | 51° 04′ 24″ nord, 3° 22′ 36″ est | 90495               | Téléverser                                                    |
| (nl) Boerenarbeiderswoning                                                                              |                       |                                  | Ruiselede         | Buisstraat 17          | 51° 02′ 43″ nord, 3° 24′ 26″ est | 90496               | Téléverser                                                    |
| (nl) Achterin gelegen hoeve met losse bestanddelen, zogenaamd GROOTEN EECKHOUTE                         |                       |                                  | Ruiselede         | Bundingstraat 1        | 51° 02′ 12″ nord, 3° 24′ 00″ est | 90497               | Téléverser                                                    |
| (nl) Pijlerkapel Grooten Eeckhout                                                                       |                       |                                  | Ruiselede         | Bundingstraat          | 51° 02′ 12″ nord, 3° 23′ 57″ est | 90498               | Téléverser                                                    |
| (nl) Achterin gelegen hoeve met losse bestanddelen                                                      |                       |                                  | Ruiselede         | Diksmuidse-Boterweg 8  | 51° 03′ 29″ nord, 3° 22′ 01″ est | 90499               | Téléverser                                                    |
| (nl) Kapel Grietjensgalge                                                                               |                       |                                  | Ruiselede         | Galgenstraat           | 51° 02′ 36″ nord, 3° 21′ 04″ est | 90500               | Téléverser                                                    |
| (nl) Oude pachthoeve Het Waakhof met losstaande bestanddelen                                            |                       |                                  | Ruiselede         | Galgenstraat 6         | 51° 03′ 01″ nord, 3° 20′ 43″ est | 90501               | Téléverser                                                    |
| (nl) Veldkapel, Molenhoekkapel                                                                          |                       |                                  | Ruiselede         | Grensstraat            | 51° 02′ 54″ nord, 3° 26′ 12″ est | 90502               | Téléverser                                                    |
| (nl) Achterin gelegen hoeve, Blauwleen, met losse bestanddelen                                          |                       |                                  | Ruiselede         | Grensstraat 7          | 51° 02′ 50″ nord, 3° 25′ 53″ est | 90503               | Téléverser                                                    |
| (nl) Hoeve met losse bestanddelen                                                                       |                       |                                  | Ruiselede         | Grietjensgalgestraat 3 | 51° 02′ 42″ nord, 3° 21′ 16″ est | 90504               | Téléverser                                                    |
| (nl) Veldkapel Vermeulens kapel                                                                         |                       |                                  | Ruiselede         | Groene-Sprietstraat    | 51° 02′ 58″ nord, 3° 22′ 16″ est | 90505               | Téléverser                                                    |
| (nl) Halfvrijstaande lage woning                                                                        |                       |                                  | Ruiselede         | Groenestraat 14        | 51° 02′ 17″ nord, 3° 23′ 28″ est | 90506               | Téléverser                                                    |
| (nl) Samenstel van vier diephuizen, gekoppeld per twee                                                  |                       |                                  | Ruiselede         | Groenestraat 16        | 51° 02′ 17″ nord, 3° 23′ 28″ est | 90507               | Téléverser                                                    |
| (nl) Samenstel van vier diephuizen, gekoppeld per twee                                                  |                       |                                  | Ruiselede         | Groenestraat 18        | 51° 02′ 17″ nord, 3° 23′ 28″ est | 90507               | Téléverser                                                    |
| (nl) Samenstel van vier diephuizen, gekoppeld per twee                                                  |                       |                                  | Ruiselede         | Groenestraat 20        | 51° 02′ 17″ nord, 3° 23′ 28″ est | 90507               | Téléverser                                                    |
| (nl) Samenstel van vier diephuizen, gekoppeld per twee                                                  |                       |                                  | Ruiselede         | Groenestraat 22        | 51° 02′ 17″ nord, 3° 23′ 28″ est | 90507               | Téléverser                                                    |
| (nl) Vrijstaand samenstel van twee woningen op de hoek met de Kasteelstraat                             |                       |                                  | Ruiselede         | G. Gezellelaan 2       | 51° 02′ 27″ nord, 3° 23′ 49″ est | 90508               | Téléverser                                                    |
| (nl) Vrijstaand samenstel van twee woningen op de hoek met de Kasteelstraat                             |                       |                                  | Ruiselede         | G. Gezellelaan 4       | 51° 02′ 27″ nord, 3° 23′ 49″ est | 90508               | Téléverser                                                    |
| (nl) Halfvrijstaande burgerwoning                                                                       |                       |                                  | Ruiselede         | G. Gezellelaan 8       | 51° 02′ 26″ nord, 3° 23′ 50″ est | 90509               | Téléverser                                                    |
| (nl) Dorpshoeve met losse bestanddelen                                                                  |                       |                                  | Ruiselede         | G. Gezellelaan 10      | 51° 02′ 25″ nord, 3° 23′ 51″ est | 90510               | Téléverser                                                    |
| (nl) Halfvrijstaand burgerhuis gelegen in een beboomde tuin                                             |                       |                                  | Ruiselede         | G. Gezellelaan 12      | 51° 02′ 26″ nord, 3° 23′ 53″ est | 90511               | Téléverser                                                    |
| (nl) Vrijstaande woning op de hoek met de Verlovestraat                                                 |                       |                                  | Ruiselede         | G. Gezellelaan 17      | 51° 02′ 29″ nord, 3° 23′ 59″ est | 90512               | Téléverser                                                    |
| (nl) Hoeve met losse bestanddelen TEN HULLE                                                             |                       |                                  | Ruiselede         | Haantjesstraat 1       | 51° 03′ 55″ nord, 3° 21′ 36″ est | 90513               | Téléverser                                                    |
| (nl) d' Oude Schole, achterin gelegen boerenarbeiderswoning                                             |                       |                                  | Ruiselede         | Hamerstraat 1          | 51° 03′ 52″ nord, 3° 21′ 07″ est | 90514               | Téléverser                                                    |
| (nl) d' Oude Schole, achterin gelegen boerenarbeiderswoning                                             |                       |                                  | Ruiselede         | Hamerstraat 3          | 51° 03′ 52″ nord, 3° 21′ 07″ est | 90514               | Téléverser                                                    |
| (nl) Achterin gelegen hoeve                                                                             |                       |                                  | Ruiselede         | Hamerstraat 7          | 51° 03′ 51″ nord, 3° 20′ 44″ est | 90516               | Téléverser                                                    |
| (nl) Kapel, gewijd aan Onze-Lieve-Vrouw van Vrede                                                       |                       |                                  | Ruiselede         | Kanegemstraat 1        | 51° 01′ 58″ nord, 3° 23′ 52″ est | 90517               | Téléverser                                                    |
| (nl) Hoeve met losse bestanddelen                                                                       |                       |                                  | Ruiselede         | Kanegemstraat 2        | 51° 01′ 58″ nord, 3° 23′ 44″ est | 90518               | Téléverser                                                    |
| (nl) Neogotische kapel Lampaertskapel                                                                   |                       |                                  | Ruiselede         | Kanegemstraat          | 51° 01′ 59″ nord, 3° 23′ 43″ est | 90519               | Téléverser                                                    |
| (nl) Tweewoonst, bestaande uit twee dubbelhuizen                                                        |                       |                                  | Ruiselede         | Kanegemstraat 6        | 51° 01′ 48″ nord, 3° 23′ 55″ est | 90520               | Téléverser                                                    |
| (nl) Tweewoonst, bestaande uit twee dubbelhuizen                                                        |                       |                                  | Ruiselede         | Kanegemstraat 8        | 51° 01′ 48″ nord, 3° 23′ 55″ est | 90520               | Téléverser                                                    |
| (nl) Gerenoveerde hoeve met bewaard woonhuis                                                            |                       |                                  | Ruiselede         | Haantjesstraat 2       | 51° 03′ 45″ nord, 3° 21′ 51″ est | 90521               | Téléverser                                                    |
| (nl) Historische hoeve Goed te Gallatas                                                                 |                       |                                  | Ruiselede         | Haantjesstraat 7       | 51° 03′ 48″ nord, 3° 22′ 06″ est | 90522               | Téléverser                                                    |
| (nl) Aan de straat gelegen laag dubbelhuis                                                              |                       |                                  | Ruiselede         | Kapellestraat 6        | 51° 02′ 24″ nord, 3° 24′ 01″ est | 90523               | Téléverser                                                    |
| (nl) Koppelwoning                                                                                       |                       |                                  | Ruiselede         | Kapellestraat 10       | 51° 02′ 23″ nord, 3° 24′ 00″ est | 90524               | Téléverser                                                    |
| (nl) Koppelwoning                                                                                       |                       |                                  | Ruiselede         | Kapellestraat 8        | 51° 02′ 23″ nord, 3° 24′ 00″ est | 90524               | Téléverser                                                    |
| (nl) Neogotische kapel Tivolikapel                                                                      |                       |                                  | Ruiselede         | Kapellestraat          | 51° 02′ 17″ nord, 3° 23′ 50″ est | 90525               | Téléverser                                                    |
| (nl) Postgebouw                                                                                         |                       |                                  | Ruiselede         | Kasteelstraat 6        | 51° 02′ 28″ nord, 3° 23′ 47″ est | 90526               | Téléverser                                                    |
| (nl) Postgebouw                                                                                         |                       |                                  | Ruiselede         | Kasteelstraat 8        | 51° 02′ 28″ nord, 3° 23′ 47″ est | 90526               | Téléverser                                                    |
| (nl) Monumentaal neoclassicistisch herenhuis                                                            | Oui                   |                                  | Ruiselede         | Kasteelstraat 7        | 51° 02′ 26″ nord, 3° 23′ 47″ est | 90527               | Téléverser                                                    |
| (nl) Vrijstaande burgerwoning                                                                           | Oui                   |                                  | Ruiselede         | Kasteelstraat 9        | 51° 02′ 25″ nord, 3° 23′ 46″ est | 90528               | Téléverser                                                    |
| (nl) Rijwoning                                                                                          |                       |                                  | Ruiselede         | Kasteelstraat 10       | 51° 02′ 27″ nord, 3° 23′ 47″ est | 90529               | Téléverser                                                    |
| (nl) Achterin en iets hoger gelegen kleine villa, DE KLIM                                               | Oui                   |                                  | Ruiselede         | Kasteelstraat 13       | 51° 02′ 25″ nord, 3° 23′ 45″ est | 90530               | Téléverser                                                    |
| (nl) Alleenstaande huizenrij van drie woningen                                                          | Oui                   |                                  | Ruiselede         | Kasteelstraat 16       | 51° 02′ 27″ nord, 3° 23′ 45″ est | 90531               | Téléverser                                                    |
| (nl) Alleenstaande huizenrij van drie woningen                                                          | Oui                   |                                  | Ruiselede         | Kasteelstraat 18       | 51° 02′ 27″ nord, 3° 23′ 45″ est | 90531               | Téléverser                                                    |
| (nl) Alleenstaande huizenrij van drie woningen                                                          | Oui                   |                                  | Ruiselede         | Kasteelstraat 20       | 51° 02′ 27″ nord, 3° 23′ 45″ est | 90531               | Téléverser                                                    |
| (nl) Monumentaal herenhuis                                                                              | Oui                   |                                  | Ruiselede         | Kasteelstraat 17       | 51° 02′ 24″ nord, 3° 23′ 43″ est | 90532               | Téléverser                                                    |
| (nl) Halfvrijstaande woning                                                                             | Oui                   |                                  | Ruiselede         | Kasteelstraat 22       | 51° 02′ 27″ nord, 3° 23′ 44″ est | 90533               | Téléverser                                                    |
| (nl) Monumentaal, neoclassicistisch herenhuis                                                           | Oui                   |                                  | Ruiselede         | Kasteelstraat 24       | 51° 02′ 27″ nord, 3° 23′ 42″ est | 90534               | Téléverser                                                    |
| (nl) Vrijstaande woning met apotheek                                                                    | Oui                   |                                  | Ruiselede         | Kasteelstraat 26       | 51° 02′ 25″ nord, 3° 23′ 41″ est | 90535               | Téléverser                                                    |
| (nl) Vrijstaande woning met apotheek                                                                    | Oui                   |                                  | Ruiselede         | Kasteelstraat 28       | 51° 02′ 25″ nord, 3° 23′ 41″ est | 90535               | Téléverser                                                    |
| (nl) Boerenarbeiderswoning                                                                              |                       |                                  | Ruiselede         | Klaphullestraat 4      | 51° 03′ 28″ nord, 3° 22′ 49″ est | 90536               | Téléverser                                                    |
| (nl) Hoeve op een hoogte                                                                                |                       |                                  | Ruiselede         | Klaphullestraat 7      | 51° 03′ 40″ nord, 3° 23′ 10″ est | 90537               | Téléverser                                                    |
| (nl) Hoevetje                                                                                           |                       |                                  | Ruiselede         | Klaphullestraat 9      | 51° 03′ 46″ nord, 3° 23′ 09″ est | 90538               | Téléverser                                                    |
| (nl) Voormalige herberg De Knok op de hoek met de Bruggesteenweg                                        |                       |                                  | Ruiselede         | Knokstraat 1           | 51° 02′ 40″ nord, 3° 23′ 16″ est | 90539               | Téléverser                                                    |
| (nl) Voormalige herberg De Knok op de hoek met de Bruggesteenweg                                        |                       |                                  | Ruiselede         | Knokstraat 3           | 51° 02′ 40″ nord, 3° 23′ 16″ est | 90539               | Téléverser                                                    |
| (nl) Laag enkelhuis                                                                                     |                       |                                  | Ruiselede         | Knokstraat 4           | 51° 02′ 42″ nord, 3° 23′ 15″ est | 90540               | Téléverser                                                    |
| (nl) Knokmolen, bakstenen stellingmolen uit 1840                                                        | Oui                   |                                  | Ruiselede         | Knokstraat 10          | 51° 02′ 42″ nord, 3° 23′ 13″ est | 90541               | (nl) Knokmolen, bakstenen stellingmolen uit 1840              |
| (nl) Achterin gelegen hoeve                                                                             |                       |                                  | Ruiselede         | Knokstraat 25          | 51° 02′ 44″ nord, 3° 22′ 57″ est | 90542               | Téléverser                                                    |
| (nl) Kapel Knotwilgenkapel                                                                              |                       |                                  | Ruiselede         | Knotwilgenstraat       | 51° 02′ 24″ nord, 3° 23′ 23″ est | 90543               | Téléverser                                                    |
| (nl) Hoeve met losse bestanddelen                                                                       |                       |                                  | Ruiselede         | Kortekeer 1            | 51° 02′ 58″ nord, 3° 21′ 21″ est | 90544               | Téléverser                                                    |
| (nl) Hoeve met losse bestanddelen                                                                       |                       |                                  | Ruiselede         | Kortekeer 2            | 51° 03′ 00″ nord, 3° 21′ 19″ est | 90545               | Téléverser                                                    |
| (nl) Hoeve met losse bestanddelen                                                                       |                       |                                  | Ruiselede         | Kouterweg 1            | 51° 01′ 57″ nord, 3° 24′ 33″ est | 90546               | Téléverser                                                    |
| (nl) Historische hoeve Groot Kraaienbroek                                                               |                       |                                  | Ruiselede         | Kraaienbroekdreef 1    | 51° 03′ 08″ nord, 3° 23′ 59″ est | 90547               | Téléverser                                                    |
| (nl) Hoeve met losse bestanddelen                                                                       |                       |                                  | Ruiselede         | Krommekeerstraat 6     | 51° 04′ 52″ nord, 3° 22′ 13″ est | 90548               | Téléverser                                                    |
| (nl) Boomkruis                                                                                          |                       |                                  | Ruiselede         | Krommekeerstraat       | 51° 04′ 52″ nord, 3° 22′ 12″ est | 90549               | Téléverser                                                    |
| (nl) Achterin gelegen landarbeiderswoning                                                               |                       |                                  | Ruiselede         | Krommekeerstraat 8     | 51° 04′ 52″ nord, 3° 22′ 20″ est | 90550               | Téléverser                                                    |
| (nl) Achterin gelegen gerenoveerde landarbeiderswoning met landgebouw                                   |                       |                                  | Ruiselede         | Krommekeerstraat 12    | 51° 04′ 55″ nord, 3° 22′ 21″ est | 90551               | Téléverser                                                    |
| (nl) Gerenoveerde landarbeiderswoning, 'T PRILBOS                                                       |                       |                                  | Ruiselede         | Krommekeerstraat 13    | 51° 04′ 33″ nord, 3° 21′ 57″ est | 90552               | Téléverser                                                    |
| (nl) Ensemble van lage arbeiderswoningen                                                                |                       |                                  | Ruiselede         | Krommekeerstraat 18    | 51° 04′ 57″ nord, 3° 22′ 14″ est | 90553               | Téléverser                                                    |
| (nl) Ensemble van lage arbeiderswoningen                                                                |                       |                                  | Ruiselede         | Krommekeerstraat 20    | 51° 04′ 57″ nord, 3° 22′ 14″ est | 90553               | Téléverser                                                    |
| (nl) Ensemble van lage arbeiderswoningen                                                                |                       |                                  | Ruiselede         | Krommekeerstraat 22    | 51° 04′ 57″ nord, 3° 22′ 14″ est | 90553               | Téléverser                                                    |
| (nl) Ensemble van lage arbeiderswoningen                                                                |                       |                                  | Ruiselede         | Krommekeerstraat 24    | 51° 04′ 57″ nord, 3° 22′ 14″ est | 90553               | Téléverser                                                    |
| (nl) Voormalige herberg of winkel                                                                       |                       |                                  | Ruiselede         | Krommekeerstraat 26    | 51° 04′ 58″ nord, 3° 22′ 14″ est | 90554               | Téléverser                                                    |
| (nl) Grenspaal in arduin                                                                                |                       |                                  | Ruiselede         | Krommekeerstraat       | 51° 05′ 05″ nord, 3° 22′ 18″ est | 90555               | Téléverser                                                    |
| (nl) Achterin gelegen hoeve van het langgeveltype                                                       |                       |                                  | Ruiselede         | Kruisbergstraat 2      | 51° 04′ 16″ nord, 3° 23′ 12″ est | 90556               | Téléverser                                                    |
| (nl) Achterin gelegen boerenarbeiders-woningen                                                          |                       |                                  | Ruiselede         | Kruisbergstraat 31     | 51° 04′ 25″ nord, 3° 22′ 55″ est | 90557               | Téléverser                                                    |
| (nl) Achterin gelegen boerenarbeiders-woningen                                                          |                       |                                  | Ruiselede         | Kruisbergstraat 33     | 51° 04′ 25″ nord, 3° 22′ 55″ est | 90557               | Téléverser                                                    |
| (nl) Achterin gelegen boerenarbeiderswoning                                                             |                       |                                  | Ruiselede         | Kruisbergstraat 34     | 51° 04′ 37″ nord, 3° 22′ 57″ est | 90558               | Téléverser                                                    |
| (nl) Boerenarbeiderswoning                                                                              |                       |                                  | Ruiselede         | Kruisbergstraat 35     | 51° 04′ 26″ nord, 3° 22′ 55″ est | 90559               | Téléverser                                                    |
| (nl) Voormalige herberg ESTAMINET                                                                       |                       |                                  | Ruiselede         | Kruisbergstraat 37     | 51° 04′ 26″ nord, 3° 22′ 58″ est | 90560               | Téléverser                                                    |
| (nl) Veldkapel Wantebeekkapel                                                                           |                       |                                  | Ruiselede         | Kruiskerkestraat       | 51° 03′ 54″ nord, 3° 23′ 12″ est | 90561               | Téléverser                                                    |
| (nl) Parochiale begraafplaats                                                                           |                       |                                  | Ruiselede         | Kruiskerkestraat       | 51° 03′ 57″ nord, 3° 23′ 20″ est | 90562               | Téléverser                                                    |
| (nl) Geheel van parochiekerk van de Heilige Kruisverheffing, voormalig klooster, school en parochiezaal |                       |                                  | Ruiselede         | Kruiskerkestraat 10    |                                  | 90563               | Téléverser                                                    |
| (nl) Geheel van parochiekerk van de Heilige Kruisverheffing, voormalig klooster, school en parochiezaal |                       |                                  | Ruiselede         | Kruiskerkestraat 12    |                                  | 90563               | Téléverser                                                    |
| (nl) Geheel van parochiekerk van de Heilige Kruisverheffing, voormalig klooster, school en parochiezaal |                       |                                  | Ruiselede         | Kruiskerkestraat 14    |                                  | 90563               | Téléverser                                                    |
| (nl) Dieper gelegen hoeve                                                                               |                       |                                  | Ruiselede         | Kruiskerkestraat 34    | 51° 04′ 06″ nord, 3° 23′ 29″ est | 90564               | Téléverser                                                    |
| (nl) Halfvrijstaande lage dorpswoning                                                                   |                       |                                  | Ruiselede         | Kruiswegestraat 4      | 51° 02′ 25″ nord, 3° 23′ 34″ est | 90565               | Téléverser                                                    |
| (nl) Hostensmolen                                                                                       | Oui                   |                                  | Ruiselede         | Kruiswegestraat        | 51° 02′ 25″ nord, 3° 23′ 32″ est | 90566               | (nl) Hostensmolen                                             |
| (nl) Halfvrijstaande lage dorpswoning                                                                   |                       |                                  | Ruiselede         | Kruiswegestraat 6      | 51° 02′ 24″ nord, 3° 23′ 33″ est | 90567               | Téléverser                                                    |
| (nl) Twee lage, halfvrijstaande, gekoppelde woningen                                                    |                       |                                  | Ruiselede         | Kruiswegestraat 14     | 51° 02′ 23″ nord, 3° 23′ 30″ est | 90568               | Téléverser                                                    |
| (nl) Twee lage, halfvrijstaande, gekoppelde woningen                                                    |                       |                                  | Ruiselede         | Kruiswegestraat 16     | 51° 02′ 23″ nord, 3° 23′ 30″ est | 90568               | Téléverser                                                    |
| (nl) Hoeve Blontia of Blontia's Hof                                                                     |                       |                                  | Ruiselede         | Kruiswegestraat 43     | 51° 02′ 20″ nord, 3° 23′ 11″ est | 90569               | Téléverser                                                    |
| (nl) Hoeve met losse bestanddelen                                                                       |                       |                                  | Ruiselede         | Kruiswegestraat 45     | 51° 02′ 20″ nord, 3° 23′ 06″ est | 90570               | Téléverser                                                    |
| (nl) Kruisboom, geknotte linde met kruisbeeld achter glas                                               |                       |                                  | Ruiselede         | Kruiswegestraat        | 51° 02′ 24″ nord, 3° 23′ 07″ est | 90571               | Téléverser                                                    |
| (nl) Hoeve met losse bestanddelen                                                                       |                       |                                  | Ruiselede         | Kruiswegestraat 53     | 51° 02′ 33″ nord, 3° 22′ 51″ est | 90572               | Téléverser                                                    |
| (nl) Pijlerkapel Persyns kapel                                                                          |                       |                                  | Ruiselede         | Kruiswegestraat        | 51° 02′ 32″ nord, 3° 22′ 54″ est | 90573               | Téléverser                                                    |
| (nl) Boerenarbeiderswoning                                                                              |                       |                                  | Ruiselede         | Kruiswegestraat 68     | 51° 02′ 29″ nord, 3° 23′ 03″ est | 90574               | Téléverser                                                    |
| (nl) Parochiekerk gewijd aan Onze-Lieve-Vrouw                                                           | Oui                   |                                  | Ruiselede         | Markt                  | 51° 02′ 29″ nord, 3° 23′ 52″ est | 90575               | Téléverser                                                    |
| (nl) Gemeentehuis van Ruiselede                                                                         | Oui                   |                                  | Ruiselede         | Markt 1                | 51° 02′ 28″ nord, 3° 23′ 49″ est | 90576               | Téléverser                                                    |
| (nl) Gaaf bewaarde lage arbeiderswoning                                                                 | Oui                   |                                  | Ruiselede         | Markt 2                | 51° 02′ 30″ nord, 3° 23′ 53″ est | 90577               | Téléverser                                                    |
| (nl) Winkelpand op de hoek met de Kasteelstraat                                                         |                       |                                  | Ruiselede         | Markt 3                | 51° 02′ 29″ nord, 3° 23′ 48″ est | 90578               | Téléverser                                                    |
| (nl) Winkelpand op de hoek met de Kasteelstraat                                                         |                       |                                  | Ruiselede         | Markt 5                | 51° 02′ 29″ nord, 3° 23′ 48″ est | 90578               | Téléverser                                                    |
| (nl) Voormalig HOTEL DE LA CARPE                                                                        |                       |                                  | Ruiselede         | Markt 7                | 51° 02′ 29″ nord, 3° 23′ 47″ est | 90579               | Téléverser                                                    |
| (nl) Voormalig HOTEL DE LA CARPE                                                                        |                       |                                  | Ruiselede         | Markt 9                | 51° 02′ 29″ nord, 3° 23′ 47″ est | 90579               | Téléverser                                                    |
| (nl) Voormalige herberg en brouwerij De Zwarte Leeuw                                                    |                       |                                  | Ruiselede         | Markt 20               | 51° 02′ 32″ nord, 3° 23′ 48″ est | 90580               | Téléverser                                                    |
| (nl) Voormalige herberg en brouwerij De Zwarte Leeuw                                                    |                       |                                  | Ruiselede         | Markt 22               | 51° 02′ 32″ nord, 3° 23′ 48″ est | 90580               | Téléverser                                                    |
| (nl) Boerenarbeiderswoning                                                                              |                       |                                  | Ruiselede         | Meuleslag 1            | 51° 03′ 17″ nord, 3° 22′ 50″ est | 90581               | Téléverser                                                    |
| (nl) Halfvrijstaande, lage boerenarbeiderswoning                                                        |                       |                                  | Ruiselede         | Mortelwalstraat 1      | 51° 02′ 38″ nord, 3° 25′ 08″ est | 90582               | Téléverser                                                    |
| (nl) Achterin gelegen hoeve met losse bestanddelen                                                      |                       |                                  | Ruiselede         | Mortelwalstraat 4      | 51° 02′ 58″ nord, 3° 25′ 54″ est | 90583               | Téléverser                                                    |
| (nl) Brug over de Poekebeek                                                                             |                       |                                  | Ruiselede         | Mortelwalstraat        | 51° 03′ 10″ nord, 3° 25′ 59″ est | 90584               | Téléverser                                                    |
| (nl) Brug over de Wantebeek, Loobuis                                                                    |                       |                                  | Ruiselede         | Mortelwalstraat        | 51° 03′ 15″ nord, 3° 26′ 03″ est | 90585               | Téléverser                                                    |
| (nl) Halfvrijstaand dubbelhuis                                                                          |                       |                                  | Ruiselede         | Nieuwstraat 6          | 51° 02′ 32″ nord, 3° 23′ 56″ est | 90586               | Téléverser                                                    |
| (nl) Voormalige jongensschool                                                                           |                       |                                  | Ruiselede         | Nieuwstraat 8          | 51° 02′ 33″ nord, 3° 23′ 58″ est | 90587               | Téléverser                                                    |
| (nl) Alleenstaande woning                                                                               |                       |                                  | Ruiselede         | Ommegangstraat 25      | 51° 02′ 43″ nord, 3° 24′ 23″ est | 90588               | Téléverser                                                    |
| (nl) Neogotische Ommegangkapel 2de wee                                                                  |                       |                                  | Ruiselede         | Ommegangstraat         | 51° 02′ 42″ nord, 3° 24′ 23″ est | 90589               | Téléverser                                                    |
| (nl) Kruiskapel links van het huis nr. 56                                                               |                       |                                  | Ruiselede         | Ommegangstraat         | 51° 02′ 36″ nord, 3° 24′ 31″ est | 90590               | Téléverser                                                    |
| (nl) Ommegangkapel 3de wee                                                                              |                       |                                  | Ruiselede         | Ommegangstraat         | 51° 02′ 34″ nord, 3° 24′ 39″ est | 90591               | Téléverser                                                    |
| (nl) Halfvrijstaande lage dorpswoning                                                                   |                       |                                  | Ruiselede         | Oude Tieltstraat 1     | 51° 02′ 34″ nord, 3° 23′ 30″ est | 90592               | Téléverser                                                    |
| (nl) Lage tweewoonst                                                                                    |                       |                                  | Ruiselede         | Oude Tieltstraat 61    | 51° 02′ 26″ nord, 3° 23′ 13″ est | 90593               | Téléverser                                                    |
| (nl) Lage tweewoonst                                                                                    |                       |                                  | Ruiselede         | Oude Tieltstraat 63    | 51° 02′ 26″ nord, 3° 23′ 13″ est | 90593               | Téléverser                                                    |
| (nl) Lage dorpswoning                                                                                   |                       |                                  | Ruiselede         | Oude Tieltstraat 68    | 51° 02′ 24″ nord, 3° 23′ 07″ est | 90594               | Téléverser                                                    |
| (nl) Voormalige gemeentelijke weefschool, 't oud fabriekske                                             |                       |                                  | Ruiselede         | Oude Tieltstraat 71    | 51° 02′ 24″ nord, 3° 23′ 08″ est | 90595               | Téléverser                                                    |
| (nl) Voormalige gemeentelijke weefschool, 't oud fabriekske                                             |                       |                                  | Ruiselede         | Oude Tieltstraat 73    | 51° 02′ 24″ nord, 3° 23′ 08″ est | 90595               | Téléverser                                                    |
| (nl) Voormalige gemeentelijke weefschool, 't oud fabriekske                                             |                       |                                  | Ruiselede         | Oude Tieltstraat 75    | 51° 02′ 24″ nord, 3° 23′ 08″ est | 90595               | Téléverser                                                    |
| (nl) Voormalige gemeentelijke weefschool, 't oud fabriekske                                             |                       |                                  | Ruiselede         | Oude Tieltstraat 77    | 51° 02′ 24″ nord, 3° 23′ 08″ est | 90595               | Téléverser                                                    |
| (nl) Laag dubbelhuis                                                                                    |                       |                                  | Ruiselede         | Oude Tieltstraat 88    | 51° 01′ 59″ nord, 3° 22′ 28″ est | 90596               | Téléverser                                                    |
| (nl) Molenaarshuis, horend bij de Vlaagtmolen                                                           |                       |                                  | Ruiselede         | Oude Tieltstraat 91    | 51° 02′ 05″ nord, 3° 22′ 39″ est | 90597               | Téléverser                                                    |
| (nl) Vlaagtmolen, ook wel Branders Molen genoemd, op een molenberg gelegen                              |                       |                                  | Ruiselede         | Oude Tieltstraat       | 51° 02′ 05″ nord, 3° 22′ 35″ est | 90598               | Téléverser                                                    |
| (nl) Achterin gelegen hoeve met losse bestanddelen                                                      |                       |                                  | Ruiselede         | Oude Tieltstraat 93    | 51° 02′ 00″ nord, 3° 22′ 40″ est | 90599               | Téléverser                                                    |
| (nl) Boerenarbeiderswoning                                                                              |                       |                                  | Ruiselede         | Oude Veldstraat 2      | 51° 04′ 05″ nord, 3° 21′ 23″ est | 90600               | Téléverser                                                    |
| (nl) Veldkapel, Paster Lodderskapelleke                                                                 |                       |                                  | Ruiselede         | Oude Veldstraat        | 51° 04′ 04″ nord, 3° 21′ 12″ est | 90601               | Téléverser                                                    |
| (nl) Boerenarbeiderswoning                                                                              |                       |                                  | Ruiselede         | Oude Veldstraat 6      | 51° 04′ 05″ nord, 3° 21′ 05″ est | 90602               | Téléverser                                                    |
| (nl) Hoeve met losse bestanddelen                                                                       |                       |                                  | Ruiselede         | Oude Veldstraat 7      | 51° 04′ 00″ nord, 3° 20′ 43″ est | 90603               | Téléverser                                                    |
| (nl) Boerenarbeiderswoning                                                                              |                       |                                  | Ruiselede         | Oude Veldstraat 8      | 51° 04′ 05″ nord, 3° 21′ 03″ est | 90604               | Téléverser                                                    |
| (nl) Hoeve met losstaande bestanddelen                                                                  |                       |                                  | Ruiselede         | Oude Veldstraat 10     | 51° 04′ 04″ nord, 3° 20′ 52″ est | 90605               | Téléverser                                                    |
| (nl) Gerenoveerde boerenarbeiderswoning                                                                 | Oui                   |                                  | Ruiselede         | Oude Veldstraat 12     | 51° 04′ 13″ nord, 3° 20′ 45″ est | 90606               | Téléverser                                                    |
| (nl) Lage dorpswoningen onder gemeenschappelijk zadeldak                                                |                       |                                  | Ruiselede         | Oude Tieltstraat 4     | 51° 02′ 34″ nord, 3° 23′ 27″ est | 90607               | Téléverser                                                    |
| (nl) Lage dorpswoningen onder gemeenschappelijk zadeldak                                                |                       |                                  | Ruiselede         | Oude Tieltstraat 6     | 51° 02′ 34″ nord, 3° 23′ 27″ est | 90607               | Téléverser                                                    |
| (nl) Vrijstaande villa                                                                                  |                       |                                  | Ruiselede         | Oude Tieltstraat 32    | 51° 02′ 31″ nord, 3° 23′ 17″ est | 90608               | Téléverser                                                    |
| (nl) Hoeve met losse bestanddelen                                                                       |                       |                                  | Ruiselede         | Oudleikestraat 16      | 51° 03′ 34″ nord, 3° 24′ 56″ est | 90609               | Téléverser                                                    |
| (nl) Axpoele-school                                                                                     |                       |                                  | Ruiselede         | Oudleikestraat 18      | 51° 03′ 34″ nord, 3° 24′ 54″ est | 90610               | Téléverser                                                    |
| (nl) Axpoele-school                                                                                     |                       |                                  | Ruiselede         | Oudleikestraat 20      | 51° 03′ 34″ nord, 3° 24′ 54″ est | 90610               | Téléverser                                                    |
| (nl) Hoeve met losstaande bestanddelen                                                                  |                       |                                  | Ruiselede         | Parkstraat 1           | 51° 02′ 37″ nord, 3° 26′ 32″ est | 90611               | Téléverser                                                    |
| (nl) Hoeve met losse bestanddelen                                                                       |                       |                                  | Ruiselede         | Parkstraat 17          | 51° 02′ 51″ nord, 3° 26′ 31″ est | 90612               | Téléverser                                                    |
| (nl) Boerenarbeiderswoning                                                                              |                       |                                  | Ruiselede         | Parochieveldstraat 4   | 51° 04′ 23″ nord, 3° 22′ 54″ est | 90613               | Téléverser                                                    |
| (nl) Ommegangkapel 7de wee, op de hoek met de Tieltstraat                                               |                       |                                  | Ruiselede         | Pensionaatstraat       | 51° 02′ 23″ nord, 3° 23′ 40″ est | 90614               | Téléverser                                                    |
| (nl) Vrijstaande woning                                                                                 |                       |                                  | Ruiselede         | Pensionaatstraat 6     | 51° 02′ 26″ nord, 3° 23′ 40″ est | 90615               | Téléverser                                                    |
| (nl) R.V.T. SINT-JOZEF                                                                                  |                       |                                  | Ruiselede         | Pensionaatstraat 8     | 51° 02′ 28″ nord, 3° 23′ 39″ est | 90616               | Téléverser                                                    |
| (nl) Schoolgebouw, Instituut Sancta Maria                                                               |                       |                                  | Ruiselede         | Pensionaatstraat 10    | 51° 02′ 31″ nord, 3° 23′ 35″ est | 90617               | Téléverser                                                    |
| (nl) Basisschool DE KIEM                                                                                |                       |                                  | Ruiselede         | Pensionaatstraat 23    | 51° 02′ 28″ nord, 3° 23′ 34″ est | 90618               | Téléverser                                                    |
| (nl) Hoeve met losse bestanddelen                                                                       |                       |                                  | Ruiselede         | Pietakkerstraat 4      | 51° 03′ 04″ nord, 3° 24′ 57″ est | 90619               | Téléverser                                                    |
| (nl) Hoeve met losse bestanddelen                                                                       |                       |                                  | Ruiselede         | Pietakkerstraat 5      | 51° 03′ 07″ nord, 3° 25′ 12″ est | 90620               | Téléverser                                                    |
| (nl) Hoeve met losse bestanddelen                                                                       |                       |                                  | Ruiselede         | Pietakkerstraat 6      | 51° 03′ 04″ nord, 3° 25′ 06″ est | 90621               | Téléverser                                                    |
| (nl) Hoeve met losse bestanddelen                                                                       |                       |                                  | Ruiselede         | Pietakkerstraat 8      | 51° 03′ 04″ nord, 3° 25′ 10″ est | 90622               | Téléverser                                                    |
| (nl) Achterin gelegen, gerenoveerde hoeve                                                               |                       |                                  | Ruiselede         | Pietakkerstraat 12     | 51° 03′ 10″ nord, 3° 25′ 24″ est | 90623               | Téléverser                                                    |
| (nl) Hoeve                                                                                              |                       |                                  | Ruiselede         | Planterijstraat 1      | 51° 04′ 53″ nord, 3° 21′ 23″ est | 90624               | Téléverser                                                    |
| (nl) Achterin gelegen tweewoonst                                                                        |                       |                                  | Ruiselede         | Planterijstraat 10     | 51° 04′ 46″ nord, 3° 21′ 36″ est | 90625               | Téléverser                                                    |
| (nl) Achterin gelegen tweewoonst                                                                        |                       |                                  | Ruiselede         | Planterijstraat 12     | 51° 04′ 46″ nord, 3° 21′ 36″ est | 90625               | Téléverser                                                    |
| (nl) Veldkapel Debels kapel                                                                             |                       |                                  | Ruiselede         | Planterijstraat        | 51° 04′ 58″ nord, 3° 22′ 03″ est | 90626               | Téléverser                                                    |
| (nl) Hoekhuis met de Verlovestraat                                                                      |                       |                                  | Ruiselede         | Poekestraat 1          | 51° 02′ 29″ nord, 3° 24′ 01″ est | 90627               | Téléverser                                                    |
| (nl) Ommegangkapel 5de wee                                                                              |                       |                                  | Ruiselede         | Poekestraat            | 51° 02′ 25″ nord, 3° 24′ 04″ est | 90628               | Téléverser                                                    |
| (nl) Koppelwoning op de hoek met de Kapellestraat                                                       |                       |                                  | Ruiselede         | Poekestraat 10         | 51° 02′ 24″ nord, 3° 24′ 05″ est | 90629               | Téléverser                                                    |
| (nl) Koppelwoning op de hoek met de Kapellestraat                                                       |                       |                                  | Ruiselede         | Poekestraat 8          | 51° 02′ 24″ nord, 3° 24′ 05″ est | 90629               | Téléverser                                                    |
| (nl) Halfvrijstaande woning                                                                             |                       |                                  | Ruiselede         | Poekestraat 9          | 51° 02′ 27″ nord, 3° 24′ 02″ est | 90630               | Téléverser                                                    |
| (nl) Halfvrijstaande, lage woning                                                                       |                       |                                  | Ruiselede         | Poekestraat 18         | 51° 02′ 24″ nord, 3° 24′ 07″ est | 90631               | Téléverser                                                    |
| (nl) Vrijstaande, lage woning                                                                           |                       |                                  | Ruiselede         | Poekestraat 19         | 51° 02′ 25″ nord, 3° 24′ 04″ est | 90632               | Téléverser                                                    |
| (nl) Vrijstaande lage woning                                                                            |                       |                                  | Ruiselede         | Poekestraat 21         | 51° 02′ 26″ nord, 3° 24′ 05″ est | 90633               | Téléverser                                                    |
| (nl) Achterin gelegen boerenarbeiderswoning met landgebouw                                              |                       |                                  | Ruiselede         | Poekestraat 22         | 51° 02′ 24″ nord, 3° 24′ 09″ est | 90634               | Téléverser                                                    |
| (nl) Cottage in een beboomde tuin                                                                       |                       |                                  | Ruiselede         | Poekestraat 43         | 51° 02′ 28″ nord, 3° 24′ 15″ est | 90635               | Téléverser                                                    |
| (nl) Kleine cottage met tuin                                                                            |                       |                                  | Ruiselede         | Poekestraat 45         | 51° 02′ 28″ nord, 3° 24′ 16″ est | 90636               | Téléverser                                                    |
| (nl) Halfvrijstaande, lage woning                                                                       |                       |                                  | Ruiselede         | Poekestraat 58         | 51° 02′ 25″ nord, 3° 24′ 16″ est | 90637               | Téléverser                                                    |
| (nl) Ommegangkapel 4de wee op de hoek met de Pannemeersstraat                                           |                       |                                  | Ruiselede         | Poekestraat            | 51° 02′ 28″ nord, 3° 24′ 31″ est | 90638               | Téléverser                                                    |
| (nl) Voormalige boerenarbeiderswoning                                                                   |                       |                                  | Ruiselede         | Poekestraat 69         | 51° 02′ 34″ nord, 3° 24′ 49″ est | 90639               | Téléverser                                                    |
| (nl) Dubbelhuis met ge´ncorporeerde stallingen                                                          |                       |                                  | Ruiselede         | Poekestraat 73         | 51° 02′ 37″ nord, 3° 25′ 10″ est | 90640               | Téléverser                                                    |
| (nl) Achterin gelegen historische hoeve, Goed ter Straten                                               |                       |                                  | Ruiselede         | Poekestraat 83         | 51° 02′ 44″ nord, 3° 25′ 47″ est | 90641               | Téléverser                                                    |
| (nl) Dieper gelegen hoeve met losse bestanddelen                                                        |                       |                                  | Ruiselede         | Poekestraat 85         | 51° 02′ 47″ nord, 3° 26′ 06″ est | 90642               | Téléverser                                                    |
| (nl) Vrijstaande boerenarbeiderswoning op de hoek met de Grensstraat                                    |                       |                                  | Ruiselede         | Poekestraat 89         | 51° 02′ 42″ nord, 3° 26′ 27″ est | 90643               | Téléverser                                                    |
| (nl) Vrijstaande woning                                                                                 |                       |                                  | Ruiselede         | Poekestraat 98         | 51° 02′ 33″ nord, 3° 24′ 55″ est | 90644               | Téléverser                                                    |
| (nl) Achterin gelegen hoeve met losse bestanddelen                                                      |                       |                                  | Ruiselede         | Poekestraat 108        | 51° 02′ 39″ nord, 3° 26′ 19″ est | 90645               | Téléverser                                                    |
| (nl) Vrijstaand, laag dubbelhuis                                                                        |                       |                                  | Ruiselede         | Poekestraat 114        | 51° 02′ 35″ nord, 3° 26′ 31″ est | 90646               | Téléverser                                                    |
| (nl) Grensbrug of Ruiseledebuis, ook Poekbuize genoemd                                                  |                       |                                  | Ruiselede         | Poekestraat            | 51° 02′ 35″ nord, 3° 26′ 33″ est | 90647               | Téléverser                                                    |
| (nl) Vrijstaand, laag woonhuis                                                                          |                       |                                  | Ruiselede         | Poekevoetweg 5         | 51° 02′ 32″ nord, 3° 24′ 01″ est | 90648               | Téléverser                                                    |
| (nl) Gekoppelde vrijstaande, lage woonhuizen                                                            |                       |                                  | Ruiselede         | Poekevoetweg 16        | 51° 02′ 31″ nord, 3° 24′ 06″ est | 90649               | Téléverser                                                    |
| (nl) Gekoppelde vrijstaande, lage woonhuizen                                                            |                       |                                  | Ruiselede         | Poekevoetweg 18        | 51° 02′ 31″ nord, 3° 24′ 06″ est | 90649               | Téléverser                                                    |
| (nl) Gemeentelijke begraafplaats                                                                        |                       |                                  | Ruiselede         | Poekevoetweg           | 51° 02′ 34″ nord, 3° 24′ 04″ est | 90650               | Téléverser                                                    |
| (nl) Voormalige molenaarswoning van de in 1912 verdwenen Ravenestmolen                                  |                       |                                  | Ruiselede         | Poekevoetweg 22        | 51° 02′ 32″ nord, 3° 24′ 11″ est | 90651               | Téléverser                                                    |
| (nl) Plaats van de vroegere hoeve Ravennest met de Ravennestmolen                                       |                       |                                  | Ruiselede         | Poekevoetweg 24        | 51° 02′ 35″ nord, 3° 24′ 16″ est | 90652               | Téléverser                                                    |
| (nl) Bronzen sculptuur Wachten op de tram                                                               |                       |                                  | Ruiselede         | Polenplein             | 51° 02′ 27″ nord, 3° 23′ 58″ est | 90653               | Téléverser                                                    |
| (nl) Hoekhuis met de Poekestraat                                                                        |                       |                                  | Ruiselede         | Polenplein 1           | 51° 02′ 26″ nord, 3° 24′ 01″ est | 90654               | Téléverser                                                    |
| (nl) Vrijstaande, lage woning                                                                           |                       |                                  | Ruiselede         | Pontstraat 1           | 51° 02′ 13″ nord, 3° 23′ 11″ est | 90655               | Téléverser                                                    |
| (nl) Achterin gelegen lage woning                                                                       |                       |                                  | Ruiselede         | Pontstraat 3           | 51° 02′ 08″ nord, 3° 23′ 14″ est | 90656               | Téléverser                                                    |
| (nl) Hoeve, 't Vliegend paard                                                                           |                       |                                  | Ruiselede         | Pontstraat 6           | 51° 01′ 59″ nord, 3° 23′ 08″ est | 90657               | Téléverser                                                    |
| (nl) Vrijstaande lage woning                                                                            |                       |                                  | Ruiselede         | Pontstraat 13          | 51° 01′ 52″ nord, 3° 23′ 10″ est | 90658               | Téléverser                                                    |
| (nl) Achterin gelegen hoeve met losse bestanddelen                                                      |                       |                                  | Ruiselede         | Pontstraat 17          | 51° 01′ 49″ nord, 3° 23′ 15″ est | 90659               | Téléverser                                                    |
| (nl) Geheel van een voormalige woning met herberg De Harddraver, paardenslachterij en worstendrogerij   |                       |                                  | Ruiselede         | Pontstraat 20          |                                  | 90660               | Téléverser                                                    |
| (nl) Halfvrijstaande, lage dorpswoning                                                                  |                       |                                  | Ruiselede         | Poortefrankstraat 6    | 51° 02′ 33″ nord, 3° 23′ 59″ est | 90661               | Téléverser                                                    |
| (nl) Achterin gelegen hoeve met losse bestanddelen                                                      |                       |                                  | Ruiselede         | Reigerstraat 6         | 51° 02′ 25″ nord, 3° 25′ 12″ est | 90662               | Téléverser                                                    |
| (nl) Diep gelegen boerenarbeiderswoning                                                                 |                       |                                  | Ruiselede         | Scheidingsstraat 10    | 51° 03′ 42″ nord, 3° 20′ 47″ est | 90663               | Téléverser                                                    |
| (nl) Voormalige herberg De Schietspoele                                                                 |                       |                                  | Ruiselede         | Schietspoelstraat 2    | 51° 03′ 06″ nord, 3° 23′ 35″ est | 90664               | Téléverser                                                    |
| (nl) Dieper gelegen hoeve                                                                               |                       |                                  | Ruiselede         | Schietspoelstraat      | 51° 03′ 10″ nord, 3° 23′ 43″ est | 90665               | Téléverser                                                    |
| (nl) Schoutskruise of Ruiseleeds kruis op de hoek met de Kortekeerstraat                                |                       |                                  | Ruiselede         | Schoutskruisestraat    | 51° 02′ 55″ nord, 3° 21′ 14″ est | 90666               | Téléverser                                                    |
| (nl) Hoeve met losse bestanddelen                                                                       |                       |                                  | Ruiselede         | Schoutskruisestraat 11 | 51° 02′ 54″ nord, 3° 21′ 08″ est | 90667               | Téléverser                                                    |
| (nl) Boomkapelletje 't Soete Vrouwke op de hoek met de Westakkerstraat                                  |                       |                                  | Ruiselede         | Schoutskruisestraat    | 51° 03′ 21″ nord, 3° 20′ 52″ est | 90668               | Téléverser                                                    |
| (nl) Achterin gelegen, gerenoveerde boerenarbeiderswoning                                               |                       |                                  | Ruiselede         | Smisseweg 2            | 51° 02′ 48″ nord, 3° 22′ 02″ est | 90669               | Téléverser                                                    |
| (nl) Oorspronkelijk een tweewoonst                                                                      |                       |                                  | Ruiselede         | Smisseweg 4            | 51° 02′ 49″ nord, 3° 21′ 55″ est | 90670               | Téléverser                                                    |
| (nl) Boerenarbeiderswoning op de hoek met de Kortekeer                                                  |                       |                                  | Ruiselede         | Smisseweg 11           | 51° 03′ 02″ nord, 3° 21′ 31″ est | 90671               | Téléverser                                                    |
| (nl) Gerenoveerde boerenarbeiderswoning                                                                 |                       |                                  | Ruiselede         | Smisseweg 20           | 51° 03′ 27″ nord, 3° 21′ 38″ est | 90672               | Téléverser                                                    |
| (nl) Gerenoveerde hoeve met losse bestanddelen                                                          |                       |                                  | Ruiselede         | Smisseweg 23           | 51° 03′ 28″ nord, 3° 21′ 35″ est | 90673               | Téléverser                                                    |
| (nl) Vrijstaande woning                                                                                 |                       |                                  | Ruiselede         | Strichtensgoedstraat 4 | 51° 01′ 58″ nord, 3° 24′ 56″ est | 90674               | Téléverser                                                    |
| (nl) Hoeve met losse bestanddelen                                                                       |                       |                                  | Ruiselede         | Strichtensgoedstraat 5 | 51° 02′ 03″ nord, 3° 25′ 10″ est | 90675               | Téléverser                                                    |
| (nl) Hoeve met losse bestanddelen                                                                       |                       |                                  | Ruiselede         | Strichtensgoedstraat 7 | 51° 02′ 03″ nord, 3° 25′ 12″ est | 90676               | Téléverser                                                    |
| (nl) Pijlerkapel bij nr. 8 met beeld van Onze-Lieve-Vrouw met Kind                                      |                       |                                  | Ruiselede         | Strichtensgoedstraat   | 51° 02′ 02″ nord, 3° 25′ 07″ est | 90677               | Téléverser                                                    |
| (nl) Telefooncentrale van de toenmalige Regie van Telegraaf en Telefoon                                 |                       |                                  | Ruiselede         | Tieltstraat 7          | 51° 02′ 21″ nord, 3° 23′ 46″ est | 90678               | Téléverser                                                    |
| (nl) Cottage                                                                                            |                       |                                  | Ruiselede         | Tieltstraat 13         | 51° 02′ 20″ nord, 3° 23′ 48″ est | 90679               | Téléverser                                                    |
| (nl) Voormalige herberg De ware Vlaming                                                                 |                       |                                  | Ruiselede         | Tieltstraat 15         | 51° 02′ 19″ nord, 3° 23′ 49″ est | 90680               | Téléverser                                                    |
| (nl) Vrijstaand herenhuis met bijhorende huidevetterij                                                  |                       |                                  | Ruiselede         | Tieltstraat 16         | 51° 02′ 20″ nord, 3° 23′ 44″ est | 90681               | Téléverser                                                    |
| (nl) Vrijstaand, herenhuis gelegen in een tuin BEUKENHOF                                                |                       |                                  | Ruiselede         | Tieltstraat 20         | 51° 02′ 18″ nord, 3° 23′ 46″ est | 90682               | Téléverser                                                    |
| (nl) Hoeve met losse bestanddelen                                                                       |                       |                                  | Ruiselede         | Tieltstraat 35         | 51° 01′ 53″ nord, 3° 23′ 27″ est | 90683               | Téléverser                                                    |
| (nl) Achterin gelegen hoeve met losse bestanddelen                                                      |                       |                                  | Ruiselede         | Tieltstraat 45         | 51° 01′ 45″ nord, 3° 23′ 23″ est | 90684               | Téléverser                                                    |
| (nl) Locatie van de voormalige herberg De Keizer                                                        |                       |                                  | Ruiselede         | Tieltstraat 58         | 51° 02′ 02″ nord, 3° 23′ 36″ est | 90685               | Téléverser                                                    |
| (nl) Locatie van de voormalige herberg De Keizer                                                        |                       |                                  | Ruiselede         | Tieltstraat 60         | 51° 02′ 02″ nord, 3° 23′ 36″ est | 90685               | Téléverser                                                    |
| (nl) Achterin gelegen samenstel van twee boerenarbeiderswoningen                                        |                       |                                  | Ruiselede         | Tieltstraat 96         | 51° 01′ 37″ nord, 3° 22′ 53″ est | 90686               | Téléverser                                                    |
| (nl) Achterin gelegen samenstel van twee boerenarbeiderswoningen                                        |                       |                                  | Ruiselede         | Tieltstraat 98         | 51° 01′ 37″ nord, 3° 22′ 53″ est | 90686               | Téléverser                                                    |
| (nl) Brug                                                                                               |                       |                                  | Ruiselede         | Aalterstraat           | 51° 03′ 17″ nord, 3° 25′ 00″ est | 90687               | Téléverser                                                    |
| (nl) Gekoppelde, boerenarbeiderswoningen Schobbejakshoogte                                              |                       |                                  | Ruiselede         | Veldstraat 2           | 51° 02′ 37″ nord, 3° 23′ 56″ est | 90688               | Téléverser                                                    |
| (nl) Gekoppelde, boerenarbeiderswoningen Schobbejakshoogte                                              |                       |                                  | Ruiselede         | Veldstraat 4           | 51° 02′ 37″ nord, 3° 23′ 56″ est | 90688               | Téléverser                                                    |
| (nl) Veldkapel Sint-Antoniuskapel                                                                       |                       |                                  | Ruiselede         | Veldstraat             | 51° 02′ 40″ nord, 3° 23′ 53″ est | 90689               | Téléverser                                                    |
| (nl) Hoeve Goed ten Vossenberghe met losse bestanddelen                                                 |                       |                                  | Ruiselede         | Vossenholstraat 18     | 51° 03′ 44″ nord, 3° 23′ 37″ est | 90690               | Téléverser                                                    |
| (nl) Huis                                                                                               |                       |                                  | Ruiselede         | Wantestraat 5          | 51° 03′ 16″ nord, 3° 24′ 07″ est | 90691               | Téléverser                                                    |
| (nl) Achterin gelegen hoeve met losse bestanddelen                                                      |                       |                                  | Ruiselede         | Wantestraat 14         | 51° 02′ 57″ nord, 3° 24′ 27″ est | 90692               | Téléverser                                                    |
| (nl) Boerenarbeiderswoning                                                                              |                       |                                  | Ruiselede         | Wantestraat 22         | 51° 03′ 05″ nord, 3° 24′ 16″ est | 90693               | Téléverser                                                    |
| (nl) Veldkapel Moutons Kapel                                                                            |                       |                                  | Ruiselede         | Wantestraat            | 51° 03′ 22″ nord, 3° 24′ 05″ est | 90694               | Téléverser                                                    |
| (nl) Wegkruis Kruis aan de Kwakkel                                                                      |                       |                                  | Ruiselede         | Wantestraat            | 51° 03′ 24″ nord, 3° 24′ 01″ est | 90695               | Téléverser                                                    |
| (nl) Achterin gelegen hoeve met losse bestanddelen                                                      |                       |                                  | Ruiselede         | Wantestraat 36         | 51° 03′ 48″ nord, 3° 23′ 23″ est | 90696               | Téléverser                                                    |
| (nl) Complex van voormalige stoommelkerij en stoomwasserij                                              |                       |                                  | Ruiselede         | Waterboordstraat 2     | 51° 02′ 34″ nord, 3° 23′ 51″ est | 90697               | Téléverser                                                    |
| (nl) Halfvrijstaande burgerwoning                                                                       |                       |                                  | Ruiselede         | Waterboordstraat 7     | 51° 02′ 33″ nord, 3° 23′ 49″ est | 90698               | Téléverser                                                    |
| (nl) Hoeve met losse bestanddelen                                                                       |                       |                                  | Ruiselede         | Waterwalstraat 8       | 51° 01′ 48″ nord, 3° 22′ 54″ est | 90699               | Téléverser                                                    |
| (nl) Achterin gelegen hoeve                                                                             |                       |                                  | Ruiselede         | Waterwalstraat 20      | 51° 02′ 15″ nord, 3° 22′ 26″ est | 90700               | Téléverser                                                    |
| (nl) Brug over de Poekebeek                                                                             |                       |                                  | Ruiselede         | Waterwalstraat         | 51° 02′ 13″ nord, 3° 22′ 18″ est | 90701               | Téléverser                                                    |
| (nl) Hoeve met losse bestanddelen                                                                       |                       |                                  | Ruiselede         | Waterwalstraat 26      | 51° 02′ 22″ nord, 3° 22′ 04″ est | 90702               | Téléverser                                                    |
| (nl) Hoeve met losse bestanddelen                                                                       |                       |                                  | Ruiselede         | Waterwalstraat 28      | 51° 02′ 25″ nord, 3° 22′ 04″ est | 90703               | Téléverser                                                    |
| (nl) Boerenarbeiderswoning                                                                              |                       |                                  | Ruiselede         | Waterwalstraat 30      | 51° 02′ 26″ nord, 3° 22′ 02″ est | 90704               | Téléverser                                                    |
| (nl) Achterin gelegen hoeve met losse bestanddelen                                                      |                       |                                  | Ruiselede         | Wingenesteenweg 14     | 51° 03′ 32″ nord, 3° 21′ 13″ est | 90705               | Téléverser                                                    |
| (nl) Hoeve met losse bestanddelen                                                                       |                       |                                  | Ruiselede         | Wingenesteenweg 16     | 51° 03′ 30″ nord, 3° 21′ 06″ est | 90706               | Téléverser                                                    |
| (nl) Dieper gelegen hoeve met losse bestanddelen                                                        |                       |                                  | Ruiselede         | Wingenesteenweg 20     | 51° 03′ 36″ nord, 3° 20′ 59″ est | 90707               | Téléverser                                                    |
| (nl) Lage, vrijstaande woning                                                                           |                       |                                  | Ruiselede         | Wingenesteenweg 21     | 51° 03′ 31″ nord, 3° 22′ 10″ est | 90708               | Téléverser                                                    |
| (nl) Hoeve met losse bestanddelen                                                                       |                       |                                  | Ruiselede         | Wingenesteenweg 33     | 51° 03′ 31″ nord, 3° 21′ 25″ est | 90709               | Téléverser                                                    |
| (nl) Dwars op de straat gelegen boerenarbeiderswoning                                                   |                       |                                  | Ruiselede         | Woestestraat 18        | 51° 04′ 32″ nord, 3° 23′ 02″ est | 90710               | Téléverser                                                    |
| (nl) Vijfreke en voormalige veldschool en weefschool                                                    |                       |                                  | Ruiselede         | Zandberg 10            | 51° 04′ 21″ nord, 3° 23′ 25″ est | 90711               | Téléverser                                                    |
| (nl) Vijfreke en voormalige veldschool en weefschool                                                    |                       |                                  | Ruiselede         | Zandberg 12            | 51° 04′ 21″ nord, 3° 23′ 25″ est | 90711               | Téléverser                                                    |
| (nl) Vijfreke en voormalige veldschool en weefschool                                                    |                       |                                  | Ruiselede         | Zandberg 14            | 51° 04′ 21″ nord, 3° 23′ 25″ est | 90711               | Téléverser                                                    |
| (nl) Vijfreke en voormalige veldschool en weefschool                                                    |                       |                                  | Ruiselede         | Zandberg 16            | 51° 04′ 21″ nord, 3° 23′ 25″ est | 90711               | Téléverser                                                    |
| (nl) Vijfreke en voormalige veldschool en weefschool                                                    |                       |                                  | Ruiselede         | Zandberg 8             | 51° 04′ 21″ nord, 3° 23′ 25″ est | 90711               | Téléverser                                                    |
| (nl) Wegkruis Zandbergkruis                                                                             |                       |                                  | Ruiselede         | Zandbergstraat         | 51° 04′ 18″ nord, 3° 23′ 27″ est | 90712               | Téléverser                                                    |
| (nl) Boerenarbeiderswoning                                                                              |                       |                                  | Ruiselede         | Zandstraat 8           | 51° 03′ 19″ nord, 3° 23′ 42″ est | 90713               | Téléverser                                                    |
| (nl) Boerenarbeiderswoning                                                                              |                       |                                  | Ruiselede         | Zandstraat 10          | 51° 03′ 19″ nord, 3° 23′ 44″ est | 90714               | Téléverser                                                    |
| (nl) Historische site Poelvoorde                                                                        |                       |                                  | Ruiselede         | Zandvleugestraat 12    | 51° 03′ 25″ nord, 3° 23′ 21″ est | 90715               | Téléverser                                                    |
| (nl) Veldkapel, Braets kapel                                                                            |                       |                                  | Ruiselede         | Zandvleugestraat       | 51° 03′ 28″ nord, 3° 23′ 10″ est | 90716               | Téléverser                                                    |